# Тернове (Зайцівська сільська громада)
Тернове́ — село в Україні, у Зайцівській сільській територіальній громаді Синельниківського району Дніпропетровської області. Населення за переписом 2001 року становить 90 осіб. Орган місцевого самоврядування — Зайцівська сільська рада.

## Історія
12 червня 2020 року, відповідно до розпорядження Кабінету Міністрів України № 709-р від «Про визначення адміністративних центрів та затвердження територій територіальних громад Дніпропетровської області», увійшло до складу Зайцівської сільської громади.
19 липня 2020 року, в результаті адміністративно-територіальної реформи та ліквідації   Синельниківського (1923—2020) району, село увійшло до складу новоутвореного Синельниківського району.

## Географія
Село Тернове знаходиться на відстані 2 км від села Красне. По селу протікає пересихаючий струмок з загатою. Поруч проходять автомобільна дорога Т 0416 і залізниця, станція Платформа 1009 км за 0,5 км.

## Населення

### Мова
Розподіл населення за рідною мовою за даними перепису 2001 року:
| Мова       | Кількість | Відсоток |
| ---------- | --------- | -------- |
| українська | 81        | 90%      |
| російська  | 9         | 10%      |
| Усього     | 90        | 100%     |

## Інтернет-посилання
- Погода в селі Тернове